# Stora dammen, Småland
Stora dammen är en sjö i Eksjö kommun i Småland och ingår i Emåns huvudavrinningsområde. Sjön har en area på 0,107 kvadratkilometer och ligger 195,1 meter över havet. Sjön avvattnas av vattendraget Silverån (Brusaån).

## Delavrinningsområde
Stora dammen ingår i det delavrinningsområde (638977-146664) som SMHI kallar för Ovan Lövsjöbäcken. Medelhöjden är 217 meter över havet och ytan är 5,28 kvadratkilometer. Räknas de 5 delavrinningsområdena uppströms in blir den ackumulerade arean 72,49 kvadratkilometer. Silverån (Brusaån) som avvattnar avrinningsområdet har biflödesordning 2, vilket innebär att vattnet flödar genom totalt 2 vattendrag innan det når havet efter 164 kilometer. Delavrinningsområdet består mestadels av skog (89 %). Avrinningsområdet har 0,16 kvadratkilometer vattenytor vilket ger det en sjöprocent på 3 %. Bebyggelsen i området täcker en yta av 0,03 kvadratkilometer eller 1 % av avrinningsområdet.